# Gryon viggianii
Gryon viggianii är en stekelart som beskrevs av G. Mineo 1980. Gryon viggianii ingår i släktet Gryon och familjen Scelionidae. Inga underarter finns listade i Catalogue of Life.